# 大泖港

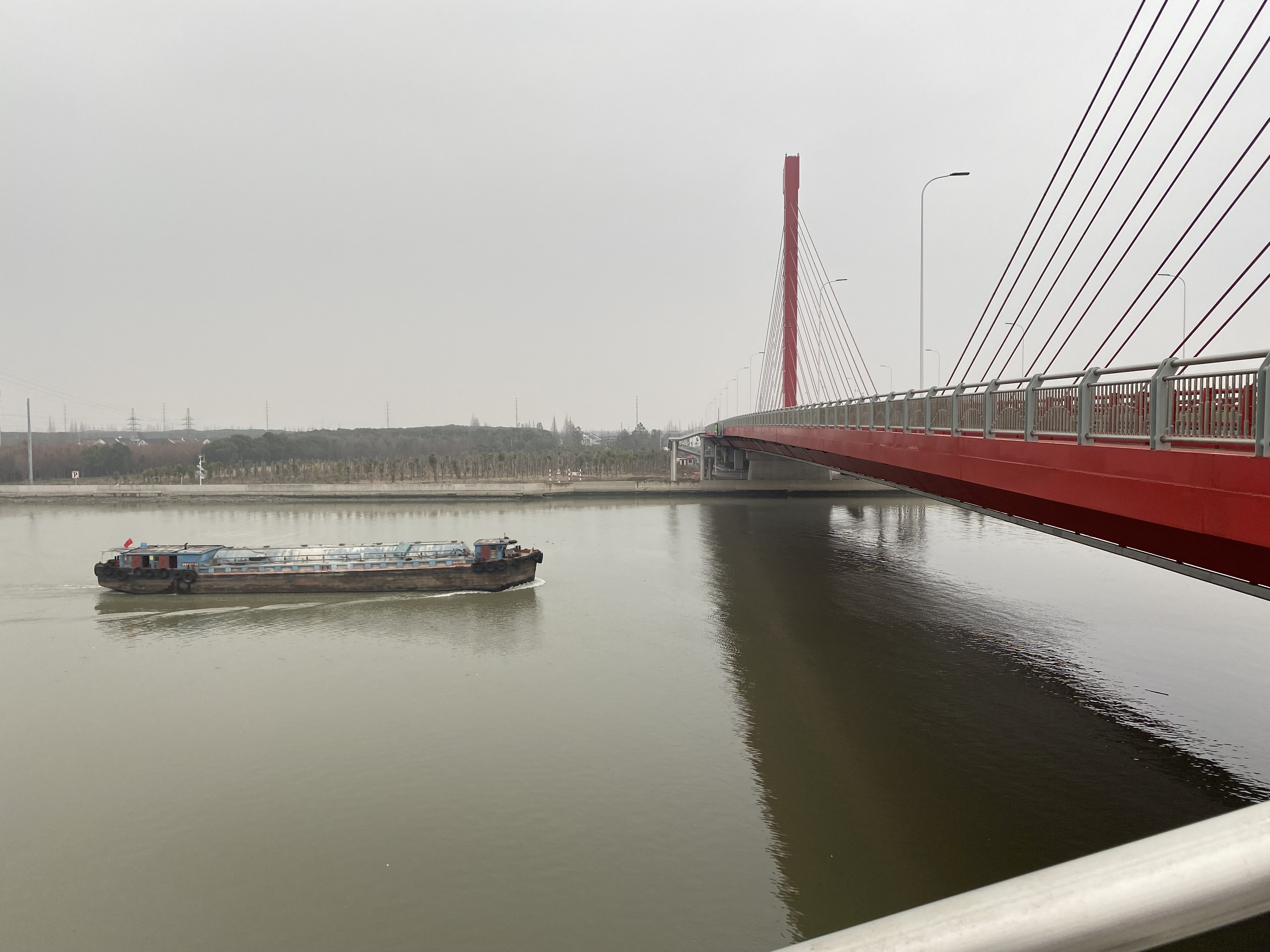
位于松江区叶新公路泖港大桥附近的大泖港

大泖港是中華人民共和國上海市金山區和松江區的一條河流，是黃浦江的三條源流之一，西端分為小泖港與掘石港，東與黃浦江相連，全長5.6千米。